# جورج كوين
جورج كوين (بالإنجليزية: George Coyne)‏ (من مواليد 19 يناير 1933) هو كاهن مسيحي، فلكي، ومدير سابق لمرصد الفاتيكان ورئيس مجموعة أبحاث المرصد الذي مقره في جامعة أريزونا في توكسون، أريزونا. منذ يناير 2012، وقد شغل منصب رئيس ماكديفيت للفلسفة الدينية في كلية موين في سيراكيوز، نيويورك. وهو معارض صريح للتصميم الذكي.
حصل كوين درجة البكالوريوس في الرياضيات والليسانس في الفلسفة في جامعة فوردهام، مدينة نيويورك، في عام 1958. وقام بدراسة لسطح القمر لاستكمال الدكتوراه في علم الفلك في جامعة جورج تاون في عام 1962. قضى صيف عام 1963 يكتب ابحاثا في جامعة هارفارد، والصيف لعام 1964 محاضرا للمؤسسة الوطنية للعلوم في جامعة سكرانتون، والصيف لعام 1965 عن زيارة أستاذ باحث في جامعة ولاية أريزونا القمرية ومختبر الكواكب.